# Marocolana delamarei
Marocolana delamarei är en kräftdjursart som beskrevs av Lisa Boutin 1993. Marocolana delamarei ingår i släktet Marocolana och familjen Cirolanidae. Inga underarter finns listade i Catalogue of Life.